# Dean Ashton
Dean Ashton (ur. 24 listopada 1983 w Swindon) – angielski piłkarz grający na pozycji napastnika.

## Kariera
Swoją przygodę z piłką rozpoczął w klubie Crewe Alexandra. W sezonie 2000-2001 w 21 występach strzelił 8 goli. W kolejnym sezonie 2001-2002 w 32 meczach zdobył 7 bramek. Sezon 2002-2003 przyniósł mu 38 spotkań i 9 goli. Kulminacyjnym punktem w jego karierze był sezon 2003-2004 w 44 występach w lidze strzelił 19 goli. Wtedy wówczas zaliczył swojego pierwszego hat-tricka w meczu przeciwko Wigan Athletic. Zaowocowało to powołaniami do reprezentacji Anglii U-19 i U-21. Połowę sezonu 2004-2005 spędził jeszcze w Crewe, gdzie w 24 meczach strzelił 17 goli. W 2005 zaowocowało to transferem do grającej w Premier League drużyny Norwich City. Trafił tam za 3 mln £. W pierwszym sezonie gry w Premier League w 16 meczach strzelił 7 bramek. Norwich City spadło jednak do League Championship. Ashton pozostał w klubie i w sezonie 2005-2006 w 28 meczach dla Norwich zdobył 10 goli. W 2006 powrócił do Premier League, gdzie stał się piłkarzem West Ham United za rekordową dla klubu sumę 7 mln £. W minionym sezonie zagrał dla West Hamu w 11 meczach, strzelając 3 bramki.
11 grudnia 2009 postanowił zakończyć piłkarską karierę z powodu przedłużającej się od 2006 roku kontuzji kostki, której doznał podczas treningu reprezentacji Anglii po starciu z kolegą – Shaunem Wright-Phillipsem.
Ashton zaliczył jeden występ w reprezentacji Anglii, debiutując 1 czerwca 2008 roku w meczu towarzyskim z Trynidadem i Tobago wygranym przez Anglików 3:0.